# Jiří Šlitr v soukromí i jinde
Jiří Šlitr v soukromí i jinde je CD album vydané roku 2019. 

## Obsah alba
Album obsahuje především záznam premiéry hry Ďábel z Vinohrad a další nahrávky v podání Jiřího Šlitra a dalších. Součástí CD je i papírová knížečka obsahující fotky Jiřího Šlitra od dětství až do jeho smrti a jsou doplněny popisem Šlitrova života. Toto album obsahuje 2 CD, na 1. CD je zvukový záznam z divadelní hry Jiřího Šlitra Ďábel z Vinohrad. 
CD číslo 2 je rozděleno na 3. části:

### 1. část
Zbylé písně ze hry Ďábel z Vinohrad 
- Melancholické blues
- Finále
- Spánek má strýčka portýra

### 2. část
Písně na hudbu Jiřího Šlitra (zpívané jinými zpěváky, jejichž jména jsou uvedeny vedle písní)
- Klokočí (zpívá Yvetta Simonová)
- Študent s rudýma ušima (zpívá Hana Hegerová)
- Kilo třešní (zpívají Jiří Suchý a Milan Drobný)
- Ba ne, pane, to se nestane( zpívají Pavlína Filipovská a Karel Štědrý)
- Horečky (zpívá Jiří Suchý)
- Slunce zhaslo dojetím (zpívá Eva Olmerová)
- Směs melodií (zpívá sbor Lubomíra Pánka)
- Stárnutí (zpívá Eva Pilarová)
- Dotýkat se hvězd (zpívají Eva Pilarová a Karel Gott)

### 3. část
Bonusová část z rodinného archivu Jiří Šlitra, kde Jiří Šlitr hraje doma u piána a zpívá si.
- Krajina posedlá tmou
- Čekání na tetu
- Honky tonky blues
- Balada v mlází
- Svatba
- Neznámá skladba číslo 1
- Neznámá skladba číslo 2
- Neznámá skladba číslo 3